# L'Homme au casque d'or
L'Homme au casque d'or est un portrait anonyme daté des environs de 1650, longtemps considéré de la main du peintre Rembrandt. En 1986, en se fondant sur les analyses radiographiques, l'étude du support et du dessin sous-jacents, les experts du Rembrandt Research Project désattribuèrent l'œuvre après sa restauration, désattribution qui eut un retentissement médiatique.  Le tableau est désormais classé comme faisant partie de l'entourage de Rembrandt, soit qu'il fut réalisé par un élève ou un suiveur du peintre. La controverse liée à cette désattribution a soulevé des questions sur l'authenticité et l'évaluation des œuvres de Rembrandt par rapport au marché aussi bien que par rapport à l'étude de sa peinture.
Le tableau est exposé à la Gemäldegalerie de Berlin. 